# Väddsandbi
Väddsandbi (Andrena hattorfiana) är en art i insektsordningen steklar som tillhör överfamiljen bin och familjen grävbin.

## Beskrivning
Väddsandbiet har en kroppslängd på 13 till 16 millimeter. Honan har liksom honorna hos andra arter av sandbin kraftigt behårade bakben och en speciell pollenkorg på bakbenens höfter, som är bildad av långa böjda hår. Grundfärgen på kroppen är mörk, med en ganska gles ljus behåring. På bakkroppen är andra, ibland även första tergiten röd. Individer som är helt svarta kan också förekomma. Hanen skiljer sig från honan genom att vara slankare till kroppsformen och ha tätare behåring, särskilt på mellankroppen. Den röda färgen på bakkroppen saknas oftast hos hanen och munskölden är gulvit. Unga hanar har dessutom oftast brunhårig ovansida på mellankroppen.

## Ekologi
Habitatet utgörs av ängar och betesmarker nära åkrar och öppna skogar eller marker med inslag av träddungar, men arten kan även förekomma på gräsmarker, gärna på sandjord eller kalkgrund, vägrenar och bergsängar upp till mellan 2 000 och 2 500 m.
Väddsandbiet är oligolektiskt, med andra ord mycket specialiserat, särskilt vad gäller pollen på väddväxter. Främst från åkervädd i släktet åkerväddar, men även i mindre grad från fältväddssläktet (som fältvädd). Det märks tydligt att en hona hämtat pollen från åkervädd, på grund av dess rödvioletta färg som tydligt syns på hennes pollenkorgar. Arten flyger från juni till början av augusti, och har en generation per år.
Som de allra flesta sandbin är väddsandbiet solitärt, honan står ensam för omsorgen om avkomman, och gräver ut larvbon med celler för äggläggning i sandmarker utan mycken växtlighet. Till skillnad från vad som är fallet hos många andra sandbin, är bona tydligt enskilda, och inte uppförda i några kolonier.

## Utbredning
Väddsandbiet finns i större delen av Europa och i Nordafrika, österut till Turkiet och Kaukasus.
I Sverige finns arten främst i Götaland och Svealand, med de nordligaste förekomsterna i Dalarna. I Finland finns den från sydkusten (men ej Åland) och går i öster norrut till landskapen Mellersta Finland och Norra Karelen.

### Status
Globalt är väddsandbiet rödlistat som nära hotat (NT), på grund av jordbrukets ökade specialisering mot ökande monokulturer, vilket påverkat biets tillgång på näringsväxter negativt. Trenden förefaller global; arten har även blivit rödlistad i bland annat Norge, Tyskland och Storbritannien.
Väddsandbiet var tidigare rödlistat i Sverige, eftersom utbredningsområdet inom landet hade minskat under slutet av 1900-talet. Under de varma somrarna på början av 2000-talet har emellertid arten ökat igen. Från att ha varit rödlistad som sårbar (VU) åren 2000 och 2005 blev den listad som nära hotad (NT) år 2010 och under 2015 och 2020 klassificerades arten som livskraftig (LC). De största hoten mot arten var, och är fortfarande, övergödning och olika herbicider som används i jordbrukets ogräsbekämpning. I Finland var arten rödlistad som nära hotad åren 2000 och 2010, men blev klassificerad som livskraftig 2019.